# Nya Galileen
Nya Galileen är inom västvärldens vishetsläror namnet på det nya Jerusalem som bland annat nämns i Uppenbarelseboken i Bibeln. Enligt dessa kristna esoteriska läror representerar det nya Galileen framtidens sjätte epok i mänsklighetens utvecklingsväg och kommer att se en övergång från mänskligheten till den eteriska regionen Jorden.